# Monte Arafat

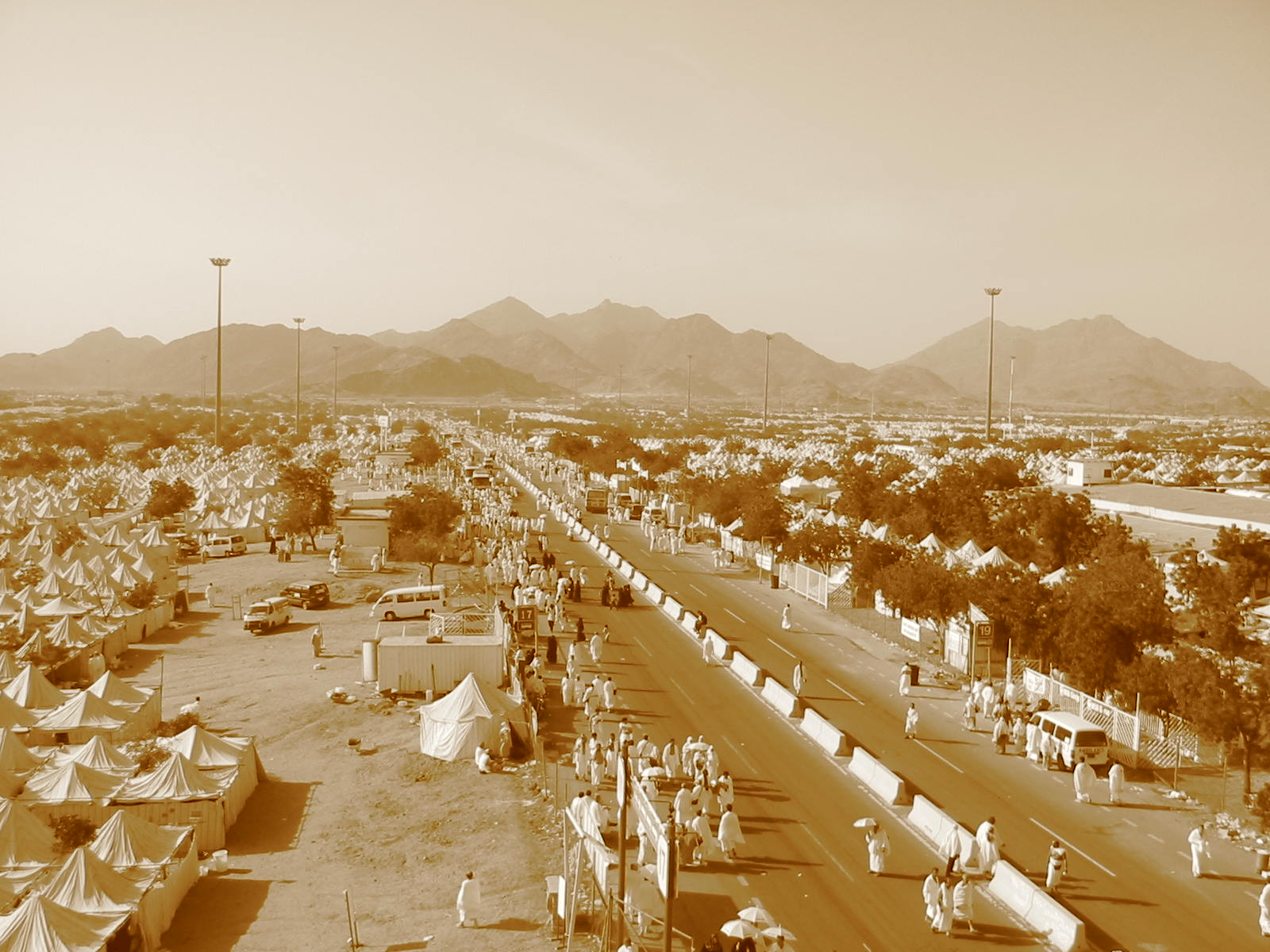
Pianura di ʿArafāt

Il monte ʿArafāt (in arabo جبل عرفات‎?, Jabal ʿArafāt, o anche ʿArafa, vista la duplice possibilità di lettura in arabo della tāʾ marbūṭa) è una collina di granito alta appena 70 metri, che si trova a est della Mecca. 
Viene ricordato più spesso dai musulmani come Jabal al-raḥma ("monte della Misericordia"). La collina sarebbe stato il posto in cui Maometto avrebbe rivolto il suo sermone di addio ai fedeli che l'avevano accompagnato nel hajj poco prima della sua morte (632). 

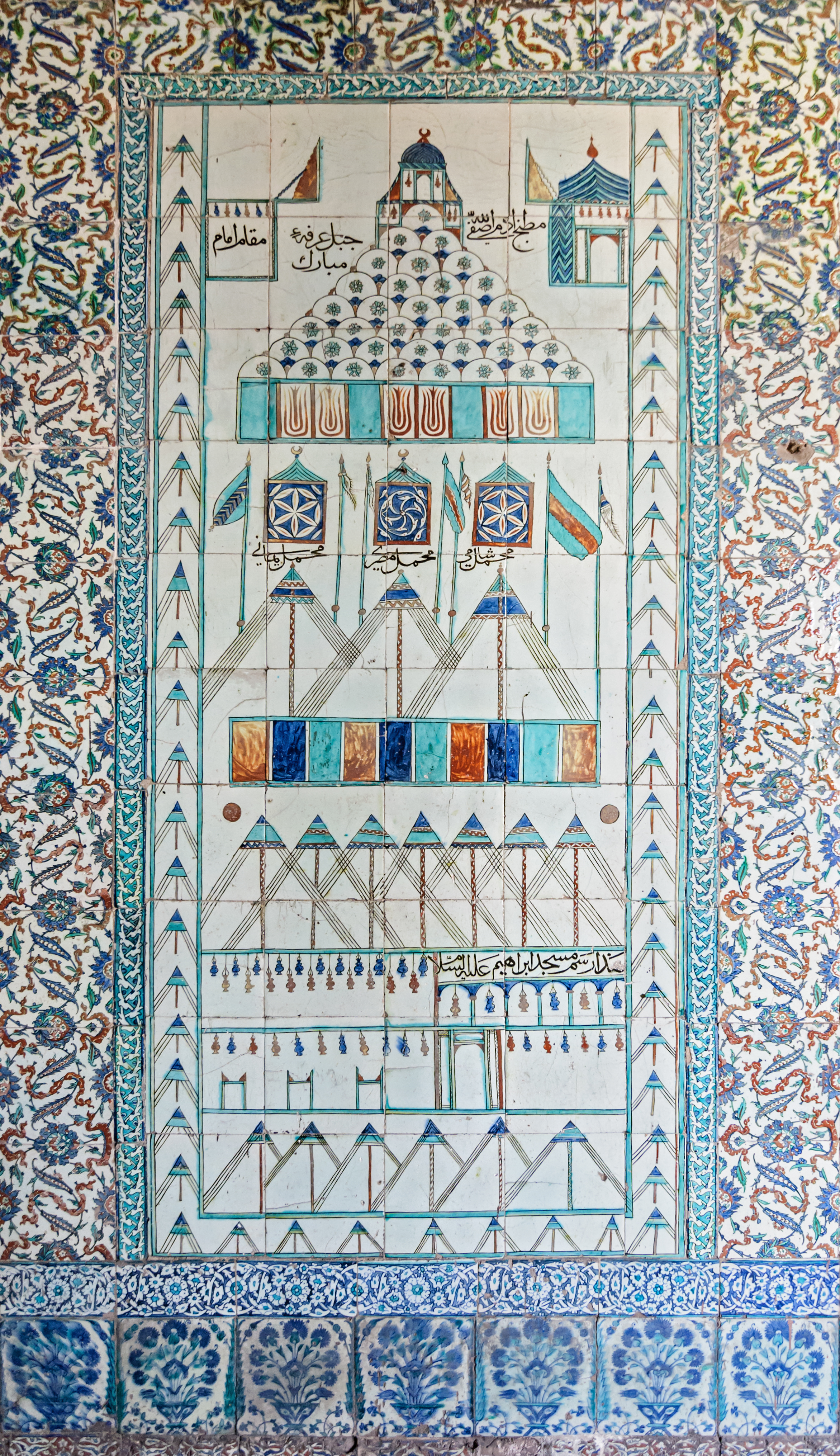
L'accampamento del monte ʿArafāt in un pannello di ceramiche ottomane di İznik, conservato nel palazzo del Topkapı a Istanbul (Turchia)

La parte sottostante la collina si chiama "Pianura di ʿArafāt". È uno dei luoghi più importanti della ritualità islamica, in quanto è qui che deve aver luogo il wuqūf ("sosta", "stazione") nel corso del hajj, senza effettuare il quale il pellegrinaggio canonico non è valido.

Qui, il giorno 9 di Dhu l-Hijja, i pellegrini che giungono da Mina devono passare il primo pomeriggio, intenti in preghiere particolari e in meditazione "sotto gli occhi di Allah", e solo dopo terminato il wuqūf essi possono con la ifāda, la repentina messa in movimento, dirigersi verso Muzdalifa dove devono essere adempiute le ṣalāt del tramonto e della sera..
I musulmani credono che Adamo ed Eva si siano incontrati alle pendici della collina e abbiano ottenuto il perdono divino dopo 200 anni di forzata separazione, a causa della loro disubbidienza agli ordini ricevuti nel Paradiso terrestre, dopo la tentazione portata a compimento da Satana.
Oggi vi si tiene una khuṭba (sermone) di grande importanza, rivolto all'intera comunità islamica (la Umma).
Dal novembre 2010, il sito è raggiungibile dalla metropolitana della Mecca.